# Monoprix
Monoprix è un'insegna distributiva francese che opera prevalentemente nei centri cittadini e con negozi di prossimità e dal settembre 2012 fa parte al 100 % di Groupe Casino.

## Storia
Apre a Rouen il primo magazzino a prezzo unico, progenitore di Monoprix.
Nel corso degli anni trenta, durante la crisi, Théophile Bader, creatore di Galeries Lafayette, fonda i magazzini popolari Monoprix. Nello stesso periodo la  Nouvelles Galeries lancia Uniprix e i magazzini Printemps creano Prisunic, tutti sullo stesso concetto di magazzini cittadini a prezzi bassi. La società rileva Uniprix nel 1997 e Prisunic nel 2001 per convertirli in propri magazzini.
Nel 2008, la società apre il suo sito internet di vendita di prodotti on-line a Parigi e nella sua regione. Nel corso del 2009, la zona di consegna si estende ad altri grandi città francesi (Lione, Angers, Nizza, Marsiglia, Bordeaux, Nantes, Rennes, Tolosa, Montpellier e Digione).
A giugno 2012, il gruppo Casino annuncia la propria volontà di rilevare il 50 %
detenuto dal gruppo Galeries Lafayette. Un accordo permetterà al gruppo Casino di divenire socio unico al 100 % entro ottobre 2013. Tuttavia l'operazione deve essere approvata da l'Autorité de la concurrence.
A ottobre 2022 viene aperto Monoprix Maison, negozio specializzato nel mondo della casa ed offre prodotti di decorazione, stoviglie, biancheria per la casa e piante..